# The InSoc EP
The InSoc EP è il primo EP del gruppo musicale statunitense Information Society, pubblicato nel marzo 1983.

## Tracce
1. Bacchanale – 1:38
2. Fall in Line – 3:44
3. Growing Up with Shiva – 4:15
4. Get Up (Away from that Thing) – 5:35
5. Can You Live as Fast as Me – 5:13